# لوران هيلير
لوران هيلير (بالفرنسية: Laurent Hilaire)‏ هو راقص باليه وممثل فرنسي، ولد في 8 نوفمبر 1962 في الدائرة السابعة عشرة في باريس في فرنسا. من الجوائز التي نالها وسام جوقة الشرف.

## جوائز
- وسام جوقة الشرف